# Liste der denkmalgeschützten Objekte in Klagenfurt am Wörthersee-Hallegg
Die Liste der denkmalgeschützten Objekte in Klagenfurt am Wörthersee-Hallegg enthält die denkmalgeschützten, unbeweglichen Objekte der Katastralgemeinde Hallegg der Gemeinde Klagenfurt am Wörthersee.

## Denkmäler
| Foto |                 | Denkmal                                          | Standort                                  | Beschreibung | Metadaten |
| ---- | --------------- | ------------------------------------------------ | ----------------------------------------- | --- | --- |
| ja   | Datei hochladen | Schloss Hallegg HERIS-ID: 35766 Objekt-ID: 34565 | Hallegger Straße 131 Standort KG: Hallegg | Schloss Hallegg ist ein Bauwerk im Nordwesten von Klagenfurt. Die erste urkundliche Erwähnung von Hallegg stammt aus dem Jahr 1213, die ursprüngliche Burganlage wurde im 16. Jahrhundert zu einem Schloss umgebaut. Der große, unregelmäßige Bau, der heute als Hotel und Restaurant genutzt wird, besteht aus mehreren Trakten, die zwei Innenhöfe umschließen. | BDA-Hist.: Q1510239 Status: Bescheid Stand der BDA-Liste: 2025-06-30 Name: Schloss Hallegg GstNr.: .1 Schloss Hallegg |